# Selecția Națională Moldoveană 2008
Die Selecția Națională Moldoveană 2008 war der moldauische Vorentscheid zum Eurovision Song Contest 2008 in Belgrad (Serbien).

## System
Bei TRM wurden insgesamt 27 Titel eingereicht. Diese wurden auf der Homepage von TRM veröffentlicht. Fans konnten dort ihre Meinung zu den Beiträgen abgeben, der Fernsehsender erhoffte sich dadurch ein aussagekräftiges Ergebnis. Eine Jury wählte die besten 12 dieser Titel aus, um im Finale antreten.

## Datum der Sendung
Das Finale fand am 9. Februar 2008 im Palatul Național in Chișinău statt.

## Teilnehmer
Die Teilnehmer traten in der umgedrehten Reihenfolge auf, sodass Olia Tira, die Siegerin der Juryentscheidung als letztes auftrat.
| Nr. | Interpret          | Song                   | Platzierung | Punkte |
| --- | ------------------ | ---------------------- | ----------- | ------ |
| 01  | Liusia Znamensky   | Don't deceive my heart | 12²         | 1      |
| 02  | Elena Dermidjian   | Living creatures       | 5           | 7      |
| 03  | Scroom             | Jane                   | 11²         | 1      |
| 04  | Galina Scoda       | Your own vision        | 4           | 8      |
| 05  | Dana Marchitan     | Your name              | 8           | 4      |
| 06  | Jay Mon            | Point of view          | 9           | 3      |
| 07  | Catrina Pâslaru    | Dance with me          | 7           | 5      |
| 08  | Cristina Rujitcaia | You make me feel crazy | 10          | 2      |
| 09  | Geta Burlacu       | A century of love      | 1²          | 12     |
| 10  | Edict              | I believe              | 6           | 6      |
| 11  | Alexa              | We are one             | 3           | 10     |
| 12  | Olia Tira          | Always will be         | 2²          | 12     |

² Bei gleichen Punkten entschieden zwei Jurys über die besser Platzierung